# McLaren MP4-24
El McLaren MP4-24 fue el monoplaza del equipo McLaren para la temporada 2009 de Fórmula 1. Se mostró por primera vez en la sede de McLaren en Woking, Reino Unido, el 16 de enero de 2009, y fue conducido por el entonces vigente campeón del mundo Lewis Hamilton y por Heikki Kovalainen, pareja que se mantenía de la anterior temporada.
Al día siguiente de su presentación, el piloto de pruebas del equipo Pedro de la Rosa hizo el shakedown del MP4-24 en el Autódromo Internacional do Algarve. En las pruebas, el MP4-24 fue más lento que sus rivales debido a problemas aerodinámicos, con Lewis Hamilton y Heikki Kovalainen repetidamente en la parte inferior de la tabla de tiempos. Martin Whitmarsh, director del equipo McLaren, dijo que el equipo "no había hecho un buen trabajo". También llegó a decir "Tenemos un coche subdesarrollado, no tenemos suficiente carga aerodinámica y nos gustaría centrarse en la rectificación de que tan pronto como nos sea posible."
El coche fue diseñado originalmente con un difusor convencional, pero posteriormente fue equipado con un doble difusor modificado basado en principios similares a los diseños utilizados por Brawn GP, Toyota y Williams tras ser declarados como legales por la FIA en el Gran Premio de Malasia de 2009.
Tras el Gran Premio de Gran Bretaña que marcaba la mitad de la temporada, McLaren había anotado sólo 13 puntos en el Campeonato Mundial de constructores (9 con Hamilton anotando y 4 con Kovalainen). 
El impacto de las mejoras para el coche de Hamilton para el Gran Premio de Alemania fue positivo y calificó quinto con Kovalainen en sexto lugar. Sin embargo, ya en carrera, una colisión con el Red Bull de Mark Webber en la primera curva le hizo pinchar un neumático y dañar los bajos del coche, poniendo fin a cualquier posibilidad de competir por puntuar, y terminando la carrera en el puesto 18 y último, con Kovalainen octavo en los puntos.
Hubo un descanso de 3 semanas entre el GP de Alemania y el de Hungría, tiempo en el cual el equipo actualizó los dos coches a una nueva especificación. El fin de semana empezó bien con los dos coches que muestran buen ritmo y Hamilton cuarto calificado y sexto Kovalainen. Esta vez Hamilton fue capaz de aprovechar el coche actualizado ganando la carrera. 
A pesar de decepcionantes resultados en Spa y Monza, Hamilton consiguió su segunda victoria del año bajo las luces de Singapur saliendo desde la pole position, y un par de terceros puestos en Suzuka y São Paulo ayudó McLaren hacerse con el tercer puesto en el campeonato de constructores con 71 puntos, superando a Ferrari por tan sólo un punto.

## Resultados

### Fórmula 1
(Clave) (negrita indica pole position) (cursiva indica vuelta rápida)

| Año     | Motor                   | Neu. | N.º | Pilotos           | 1   | 2    | 3   | 4   | 5   | 6   | 7   | 8   | 9   | 10  | 11  | 12  | 13  | 14  | 15  | 16  | 17  | Puntos | Pos. |
| ------- | ----------------------- | ---- | --- | ----------------- | --- | ---- | --- | --- | --- | --- | --- | --- | --- | --- | --- | --- | --- | --- | --- | --- | --- | ------ | ---- |
| 2009    | Mercedes FO 108W 2.4 V8 | B    |     |                   | AUS | MYS  | CHN | BHR | ESP | MON | TUR | GBR | GER | HUN | EUR | BEL | ITA | SIN | JPN | BRA | ABU | 71     | 3.º  |
| 2009    | Mercedes FO 108W 2.4 V8 | B    | 1   | Lewis Hamilton    | DSQ | 7~   | 6   | 4   | 9   | 12  | 13  | 16  | 18  | 1   | 2   | Ret | 12† | 1   | 3   | 3   | Ret | 71     | 3.º  |
| 2009    | Mercedes FO 108W 2.4 V8 | B    | 2   | Heikki Kovalainen | Ret | Ret~ | 5   | 12  | Ret | Ret | 14  | Ret | 8   | 5   | 4   | 6   | 6   | 7   | 11  | 12  | 11  | 71     | 3.º  |
| Fuente: |                         |      |     |                   |     |      |     |     |     |     |     |     |     |     |     |     |     |     |     |     |     |        |      |